# Valea-Trestieni, Nisporeni
Valea-Trestieni este satul de reședință al comunei cu același nume  din raionul Nisporeni, Republica Moldova.